# Anna Przedpełska-Trzeciakowska

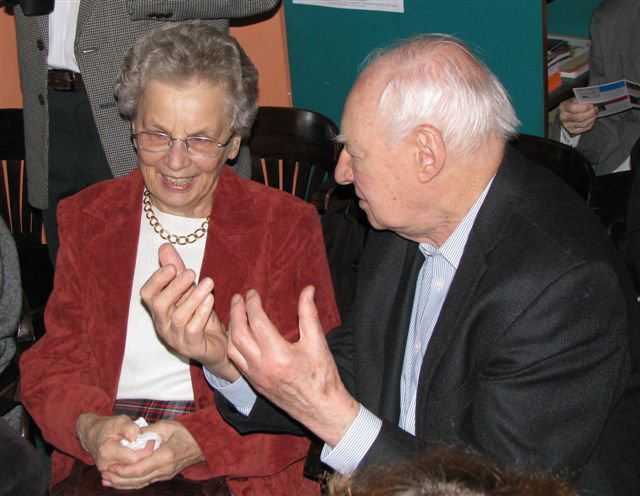
Anna Przedpełska-Trzeciakowska w rozmowie z Jackiem Bocheńskim (Stowarzyszenie Pracowników, Współpracowników i Przyjaciół Rozgłośni Polskiej Radia Wolna Europa Imienia Jana Nowaka-Jeziorańskiego, 2011)

Anna Przedpełska-Trzeciakowska, właśc. Anna Zofia Trzeciakowska z domu Przedpełska (ur. 5 lipca 1927 w Warszawie) – polska tłumaczka literatury amerykańskiej i angielskiej, najbardziej znana z przekładów powieści Jane Austen.

## Życiorys
Córka Zbigniewa i Stanisławy z domu Wędrowskiej. Jej brat Andrzej Przedpełski poległ podczas powstania warszawskiego. W 1935 rozpoczęła naukę w Prywatnej Szkole Żeńskiej im. Cecylii Plater-Zyberkówny.
Podczas okupacji niemieckiej uczyła się na tajnych kompletach. W 1943 wstąpiła do Armii Krajowej. W czasie powstania warszawskiego była sanitariuszką (ps. Grodzka) w szpitalu polowym na ul. Piusa XI. Po upadku powstania przedostała się do ciotki do Ożarowa. Pod koniec 1944 wraz z rodzicami wyjechała do Kielc, gdzie kontynuowała naukę, a w 1945 zdała maturę.
W latach 1945–1950 studiowała anglistykę na Uniwersytecie Warszawskim. Po studiach do 1955 pracowała w redakcji angielskiej Spółdzielni Wydawniczej „Czytelnik”. Od 1954 członkini Związku Literatów Polskich, przy którym kierowała klubem tłumaczy. Zaangażowała się w działanie polskiego PEN Clubu, była członkinią jego zarządu, a w latach 1991–1995 wiceprezesem. W latach 80. działała na rzecz internowanych i więźniów politycznych w Prymasowskim Komitecie Pomocy Osobom Pozbawionym Wolności i ich Rodzinom, od 1983 zajmowała się odwiedzinami osób uwięzionych w zakładach karnych. Po 1989 w polskim PEN Clubie stała na czele komitetu działającego na rzecz więzionych pisarzy, walcząc o uwolnienie m.in. wietnamskiego intelektualisty Đoàn Viết Hoạta.
Jest także autorką biografii rodzeństwa Brontë zatytułowanej Na plebanii w Haworth: dzieje rodziny Brontë (1990) i książki poświęconej Jane Austen – Jane Austen i jej racjonalne romanse (2014).

## Życie prywatne
Żona Witolda Trzeciakowskiego.

## Wybrane tłumaczenia
- Rejs w przetaku (Glyn Roberts)
- Beowulf (w oprac. Rosemary Sutcliff)
- Biały Kieł (Jack London)
- Opowieść o Dickensie (Eleanor Graham)
- Duma i uprzedzenie (Jane Austen)
- Rozważna i romantyczna (Jane Austen)
- Mansfield Park (Jane Austen)
- Opactwo Northanger (Jane Austen)
- Perswazje (Jane Austen)
- Miasteczko Middlemarch (George Eliot)
- Młyn nad Flossą (George Eliot)
- Hotel Świętego Augustyna (Irwin Shaw)
- Koniokrady (William Faulkner)
- Wściekłość i wrzask (William Faulkner)
- Magazyn osobliwości (Charles Dickens)
- Życie i przygody Nicholasa Nickleby (Charles Dickens)
- Moja rodzina i inne zwierzęta (Gerald Durrell)
- Moje ptaki, zwierzaki i krewni (Gerald Durrell)
- Przed zstąpieniem do piekieł (Doris Lessing)
- Słoneczne wino (Ray Bradbury)
- Love Story czyli o miłości (Erich Segal)
- Jawne tajemnice (Alice Munro)
- Młodość w czasach Zagłady (Abram Lancman)
- W zawieszeniu (Joseph Conrad)

## Odznaczenia i wyróżnienia
- Krzyż Komandorski Orderu Odrodzenia Polski (2012)[3]
- Krzyż Oficerski Orderu Odrodzenia Polski (1997)[14][15]
- Nagroda Polskiego PEN Clubu za przekłady literatury obcej (1973)[16]
- Nagroda literacka ZAiKS-u dla tłumaczy (1989)[17]
- Tytuł honorowego obywatela m.st. Warszawy (2018)[18]
- Nagroda Prezydenta Miasta Gdańska za Twórczość Translatorską im. Tadeusza Boya-Żeleńskiego za całokształt twórczości (2021)[19]